# 陈家营乡
陈家营乡，是中华人民共和国山西省忻州市偏关县下辖的一个乡镇级行政单位。2021年5月，撤销陈家营乡，整建制并入窑头乡。

## 行政区划
陈家营乡下辖以下地区：
陈家营村、坝子山村、天洼村、张家山村、刘家窑村、杜家沟村、黑山村、黄家营村、八柳树村、杨家营村、油房头村、西庄子村、常家窑村、马站村、石沟子村、高家湾村、杨家山村、辛庄窝村、阴窝沟村、柳树庄窝村、闫家贝村和曲家湾村。